# Lavandula intermedia
Lavandula intermedia là một loài thực vật có hoa trong họ Hoa môi. Loài này được Emeric ex Loisel. mô tả khoa học đầu tiên năm 1828.